# 테파락군
테파락군은 나콘랏차시마주의 행정 구역이다. 이 지역의 총 인구 수는 2000년 기준으로 23279명이다. 인구 밀도는 65.1km2이다.

## 행정 구역
| 1. | Samnak Takhro  | สำนักตะคร้อ |  |
| 2. | Nong Waeng     | หนองแวง   |  |
| 3. | Bueng Prue     | บึงปรือ     |  |
| 4. | Wang Yai Thong | วังยายทอง  |  |